# Carsten Rudolf
Carsten Rudolf (født 3. august 1965) er en dansk dramatiker, manuskriptforfatter og filminstruktør. 

## Karriere
Rudolf blev uddannet manuskriptforfatter fra Den Danske Filmskole i 1992. Han fik efter et par roste novellefilm og et radioteaterstykke sit gennembrud som både manuskriptforfatter og instruktør på filmen Menneskedyret (1995), der opnåede otte Robert-priser (herunder bedste film og bedste manuskript) samt Bodilprisen for bedste danske film.
Efter dette gennembrud holdt han sig i en del år lidt væk fra rampelyset og skrev i stedet igen radiostykker samt et teaterstykke, som han selv instruerede i opsætningen på Det Kongelige Teater. Derpå kom han i gang med at skrive manuskripter til tv-serier som Hotellet, Nikolaj og Julie, Anna Pihl og 2900 Happiness. I 2014 vendte han tilbage til filmen, idet han skrev og instruerede børnefilmen Familien Jul samt efterfølgeren Familien Jul 2 - I nissernes land (2016).

## Filmografi

### Spillefilm - manuskript og instruktion
- Menneskedyret (1995)
- Familien Jul (2014)
- Familien Jul 2 - I nissernes land (2016)

### Manuskripter til tv-serier
- Hotellet (to afsnit, 2001-2002)
- Nikolaj og Julie (tre afsnit, 2003)
- Anna Pihl (syv afsnit, 2006-2008)
- 2900 Happiness (119 afsnit, 2007-2009)